# Omar Mireles
Omar Mireles (Nezahualcóyotl, 27 de febrero de 1974) es un escritor, profesor, guionista y poeta mexicano.

## Biografía
Licenciado en Ciencias de la Comunicación por la UNAM, egresado de la Facultad de Ciencias Políticas y Sociales, tiene estudios de posgrado en Literatura Mexicana por parte de la Universidad Autónoma Metropolitana donde se graduó con la investigación: “De la oración al epitafio. El duelo en la poética de Jaime Sabines”, además de conseguir la Medalla al Mérito Universitario. Colaboró en diversas publicaciones culturales como El Bibliotecario de CONACULTA, la revista Arena y Cal de España y la revista del Instituto Tamaulipeco de Cultura. Reconocido como Promotor de lectura (mención honorífica) por su proyecto “De la tinta al Braille. Poesía a dos manos”, por el FONCA a nivel nacional. Durante casi 10 años trabajó en el Colegio Cristóbal de las Américas impartiendo la asignatura de Tecnología, además de Responsable del área para Personas Ciegas y Débiles Visuales de la Biblioteca de México. Actualmente se desempeña como profesor de Literatura. Laboró además como guionista para Canal 22, donde fue nominado por los premios Pantalla de Cristal (mejor investigación cultural) por el programa: “Fernando Gamboa. Con el poder del arte en sus manos.”. Ha trabajado como asesor de tesis para la Universidad Pedagógica Nacional y como corrector de estilo para la editorial Tinta Nueva. Es además parte del Comité Organizador del Festival Internacional de Poesía: “Ser al fin una palabra”. Ha participado con sus ponencias, en el marco de la promoción de la lectura, en la Facultad de Ciencias Políticas y Sociales de la UNAM, en la UAM - I, en la FES Aragón, en la Biblioteca de México “José Vasconcelos”, en la Universidad Tecnológica de San Juan del Río, en la Salle y en la Casa del Poeta. Orador en el Séptimo Congreso de Bibliotecas Públicas, donde presentó y publicó su ponencia titulada “El arte de promover la lectura en espacios donde se infiere se asiste a leer”. Además, es compositor de la banda Luna Zero, originaria del municipio de Nezahualcóyotl.

## Libros

### Cuentos
- Se suplica a la muerte (Tinta Nueva, México, 2008).
- Canción para una niña muerta (Doble Sol, Argentina, 2009).

### Poesías
- Má muñeca (Tinta Nueva, México, 2011).

### Ensayos
- Meditaciones ante la práctica docente (Tinta Nueva - UPN, México, 2013).